# گاوماهی نقب‌زن
گاوماهی نقب‌زن (نام علمی: Croilia mossambica) نام یک گونه از تیره گاوماهیان است.